# Aomori
Aomori (青森市, Aomori-shi) est une ville japonaise de la préfecture d'Aomori, située dans le nord de Honshū, île principale de l'archipel nippon. À majorité industrielle, l'industrie de la ville repose sur une industrie de pointe très moderne pouvant créer des trains, avions et infrastructures de communications, répondant ainsi au fort besoin du Japon.

## Géographie

### Démographie
Selon une estimation du 1er avril 2019, Aomori comptait 282 061 habitants (dont 53,4 % de femmes), répartis sur une superficie de 824,61 km2 (densité de population de 342 hab./km2),.

### Topographie
Aomori fait face, au nord, au front de mer et plus particulièrement à la baie d'Aomori. Les monts Hakkoda se situent au sud-est de la ville.

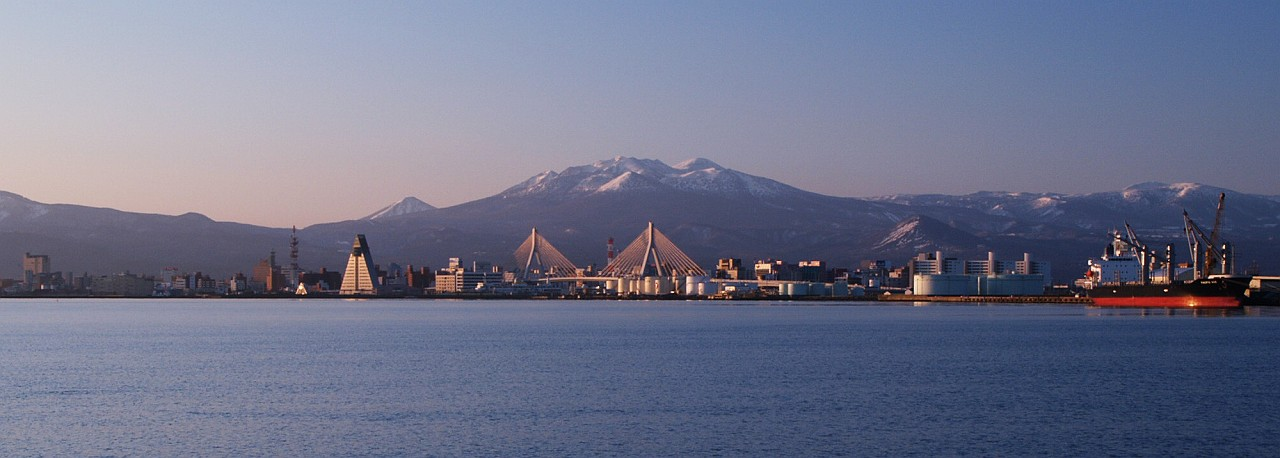
Vue d'Aomori depuis la baie d'Aomori. Les monts Hakkoda sont visibles à l'arrière-plan.

### Communes limitrophes
| Yomogita            |                    | Hiranai    |
| Goshogawara         | Aomori             | Shichinohe |
| Fujisaki, Itayanagi | Hirakawa, Kuroishi | Towada     |

### Climat
L'hiver de la ville d'Aomori est caractérisé par le froid et la neige. Aomori est l'une des villes du Japon qui reçoit le plus de neige chaque année. En 1981, on y avait relevé une hauteur de neige de 196 cm tandis que Sapporo (ville pourtant plus septentrionale) n'a jamais connu de hauteur de neige supérieure à 164 cm. Ces chutes de neige sont dues à l'interaction de différents vents au-dessus de la ville.
En été, les vents dominants sont les vents d'est. Le vent est frais. Le brouillard y est très courant, c'est pourquoi les vols à l'aéroport de la ville sont souvent annulés.
| Mois                                             | jan.       | fév.       | mars       | avril      | mai       | juin      | jui.      | août      | sep.      | oct.      | nov.       | déc.       | année      |
| ------------------------------------------------ | ---------- | ---------- | ---------- | ---------- | --------- | --------- | --------- | --------- | --------- | --------- | ---------- | ---------- | ---------- |
| Température minimale moyenne (°C)                | −3,5       | −3,3       | −0,8       | 4,1        | 9,4       | 14,1      | 18,6      | 20        | 15,8      | 9,1       | 3,4        | −1,4       | 7,1        |
| Température moyenne (°C)                         | −0,9       | −0,4       | 2,8        | 8,5        | 13,7      | 17,6      | 21,8      | 23,5      | 19,9      | 13,5      | 7,2        | 1,4        | 10,7       |
| Température maximale moyenne (°C)                | 1,8        | 2,7        | 6,8        | 13,7       | 18,8      | 22,1      | 26        | 27,8      | 24,5      | 18,3      | 11,2       | 4,5        | 14,9       |
| Record de froid (°C) date du record              | −23,5 1939 | −24,7 1931 | −18,4 1946 | −12,2 1934 | −1,4 1987 | 4 1985    | 6,5 1976  | 8,9 1910  | 3 1957    | −2,4 1934 | −12,1 1884 | −20,6 1935 | −24,7 1931 |
| Record de chaleur (°C) date du record            | 13,5 1903  | 17,1 2010  | 21,4 2018  | 28,3 1998  | 33,6 2019 | 33,5 1987 | 35,9 2017 | 36,7 1994 | 36,1 2012 | 30,5 1945 | 24,1 2020  | 21,1 1929  | 36,7 1994  |
| Ensoleillement (h)                               | 48,5       | 72,3       | 126        | 179,1      | 201,4     | 180       | 161,4     | 178       | 162,4     | 144,4     | 85,4       | 50,4       | 1 589,2    |
| Précipitations (mm)                              | 139,9      | 99         | 75,2       | 68,7       | 76,7      | 75        | 129,5     | 142       | 133       | 119,2     | 137,4      | 155,2      | 1 350,7    |
| dont neige (cm)                                  | 195        | 141        | 64         | 4          | 0         | 0         | 0         | 0         | 0         | 0         | 23         | 143        | 567        |
| Nombre de jours avec précipitations              | 21,9       | 18,1       | 14,1       | 10,6       | 9,6       | 8,3       | 9,1       | 9,6       | 10,3      | 12,8      | 16,7       | 21,2       | 162,4      |
| dont nombre de jours avec précipitations ≥ 10 mm | 4,4        | 2,7        | 1,9        | 2,2        | 2,4       | 2,6       | 4,1       | 4,3       | 4         | 3,7       | 4,9        | 5          | 42,2       |
| Humidité relative (%)                            | 78         | 76         | 70         | 65         | 71        | 78        | 80        | 78        | 76        | 73        | 73         | 78         | 75         |
| Nombre de jours avec neige                       | 23,9       | 19,3       | 13,4       | 1,2        | 0         | 0         | 0         | 0         | 0         | 0         | 3,7        | 17,2       | 78,7       |

| Diagramme climatique                                  |           |             |             |             |            |             |           |             |              |              |              |
| J                                                     | F         | M           | A           | M           | J          | J           | A         | S           | O            | N            | D            |
| 1,8−3,5139,9                                          | 2,7−3,399 | 6,8−0,875,2 | 13,74,168,7 | 18,89,476,7 | 22,114,175 | 2618,6129,5 | 27,820142 | 24,515,8133 | 18,39,1119,2 | 11,23,4137,4 | 4,5−1,4155,2 |
| Moyennes : • Temp. maxi et mini °C • Précipitation mm |           |             |             |             |            |             |           |             |              |              |              |

### Transports
La gare d'Aomori est la principale gare de la ville. Elle est le terminus de plusieurs lignes classiques : la ligne Tsugaru, la ligne Ōu et la ligne Aoimori Railway.
Depuis le 4 décembre 2010, la ligne Shinkansen Tōhoku dessert la gare de Shin-Aomori et permet de relier Aomori à la capitale Tokyo. Le 26 mars 2016, l'ouverture de la ligne Shinkansen Hokkaidō a permis de relier Aomori à Hakodate (à la gare de Shin-Hakodate-Hokuto), via le tunnel du Seikan, plus long tunnel sous-marin du monde (53,85 km), creusé sous le détroit de Tsugaru. Cette liaison était auparavant effectuée en train classique via la ligne Tsugaru-Kaikyō. La construction du tunnel a permis de diminuer le trafic maritime entre les ports d'Aomori et de Hakodate, même si celui-ci demeure important, notamment en termes de fret.
L'aéroport d'Aomori est situé dans le sud de la ville. Il propose des vols intérieurs mais aussi des vols vers la Corée du Sud et Taïwan.

## Politique et administration

### Symboles de la ville

L'emblème de la ville d'Aomori fait référence à de nombreux éléments pouvant caractériser la ville.

Le symbole de la ville d'Aomori a été choisi le 27 avril 2005. Ces couleurs sont inspirées du premier kanji de la ville d'Aomori, 青 (ao), pouvant à la fois signifier bleu et vert. La partie inférieure de ce kanji, 月 (tsuki), correspond à la Lune qui est ici représentée par le cercle bleu. L'étoile verte à sept branches correspond à l'astérisme de la Grande Casserole qui permet de retrouver facilement l'étoile polaire et fait ainsi référence à la position géographique d'Aomori par rapport à l'île de Honshū.
L'arbre municipal est l'Aomori todomatsu (Abies mariesii), une espèce de conifères particulièrement présente dans cette région du Japon, la fleur municipale est quant à elle représentée par le rosier du Japon (Rosa rugosa). Au niveau animal, l'oiseau municipal est la chouette tandis que l'insecte est représenté par la libellule.

### Liste des maires
| Période                                  | Période       | Identité                  | Étiquette | Qualité |
| ---------------------------------------- | ------------- | ------------------------- | --------- | ------- |
| 24 avril 2005                            | 23 avril 2009 | Seizo Sasaki (佐々木誠造) | PLD       |         |
| 24 avril 2009                            | En cours      | Hiroshi Shikanai (鹿内博) | PCJ       |         |
| Les données manquantes sont à compléter. |               |                           |           |         |

### Jumelages
Aomori entretient des accords de collaboration pour l'éducation et la culture avec la ville hongroise de Kecskemét depuis le 4 août 1994 et Pyeongtaek, en Corée du Sud, depuis le 28 août 1995. Un accord a été signé le 24 décembre 2004 entre Aomori et la ville chinoise de Dalian afin de mettre en place un comité de partage économique et culturel. Ces échanges se traduisent en général par des échanges scolaires et des spectacles mettant en valeur la culture de ces villes. La collaboration peut cependant aller plus loin comme ce fut le cas lors de la visite de Kecskemét par le prince et la princesse d'Akishino en mai 2009 à l'occasion des 140 ans de l'établissement des relations diplomatiques hongro-nippones.

## Histoire

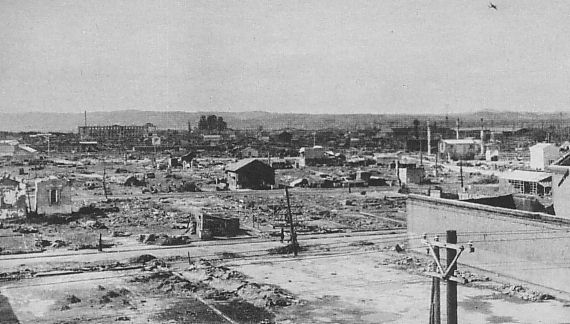
Aomori après le raid aérien de 1945.

La région d'Aomori est occupée depuis la période Jōmon. On y trouve d'ailleurs les ruines de Sannai Maruyama situées au sud-ouest du centre-ville. On y a trouvé des bâtiments en bois, ce qui a révolutionné l'archéologie japonaise.
Avant la période Edo, Aomori était un village de pêcheurs nommé Utō. En 1612, Yashichirō Moriyama agrandit le port de la ville. C'est à cette époque que le village prit le nom d'Aomori. Pendant la période Edo, la ville la plus importante de la région était Hirosaki, la capitale du han du daimyo du clan Tsugaru. Aomori servit ainsi de port local et de centre de commerce.
Après la révolution Meiji et l'abolition du système féodal, Aomori fut intégrée à la préfecture de Hirosaki. À la suite d'une fusion, la capitale de la préfecture devint Aomori (la préfecture changea de nom pour s'appeler préfecture d'Aomori). Grâce à ce statut, la ville bénéficia de l'installation d'abord du 5e régiment de la 8e division de l'Armée impériale japonaise.
La ville ayant un climat rude servit à l’entraînement des soldats japonais en prévision de la guerre russo-japonaise. Plus de 200 soldats moururent en exercice dans les montagnes près de la ville (voir : Incident des monts Hakkoda).
Le développement de la ville est dû à son statut de capitale de préfecture et par sa liaison par bateau à la ville de Hakodate.
En juillet 1945, la ville fut bombardée par les forces américaines.

## Personnalités liées à la municipalité
- Gorō Kumagai, peintre et graveur de tendance naïve, y est né en 1932.
- Hitoshi Saitō (1961-2015), double champion olympique de judo.
- Daimaō Kosaka, chanteur et humoriste, y est né en 1961.

## Événements et centres d'intérêt
Le festival nebuta d'Aomori a lieu chaque année du 2 août au 7 août. La ville d'Aomori attire les visiteurs grâce aux ruines de Sannai Maruyama, à ses musées (musée d’art d’Aomori, Munakata Shiko Memorial Museum of Art, musée Nebuta Wa-Rasse) et à ses montagnes (mont Hakkoda) qui sont réputées pour le ski. On trouve aussi des onsen près de la ville.

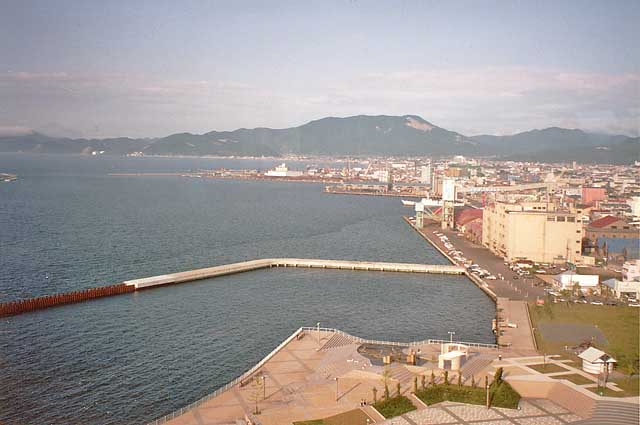
Littoral d'Aomori.
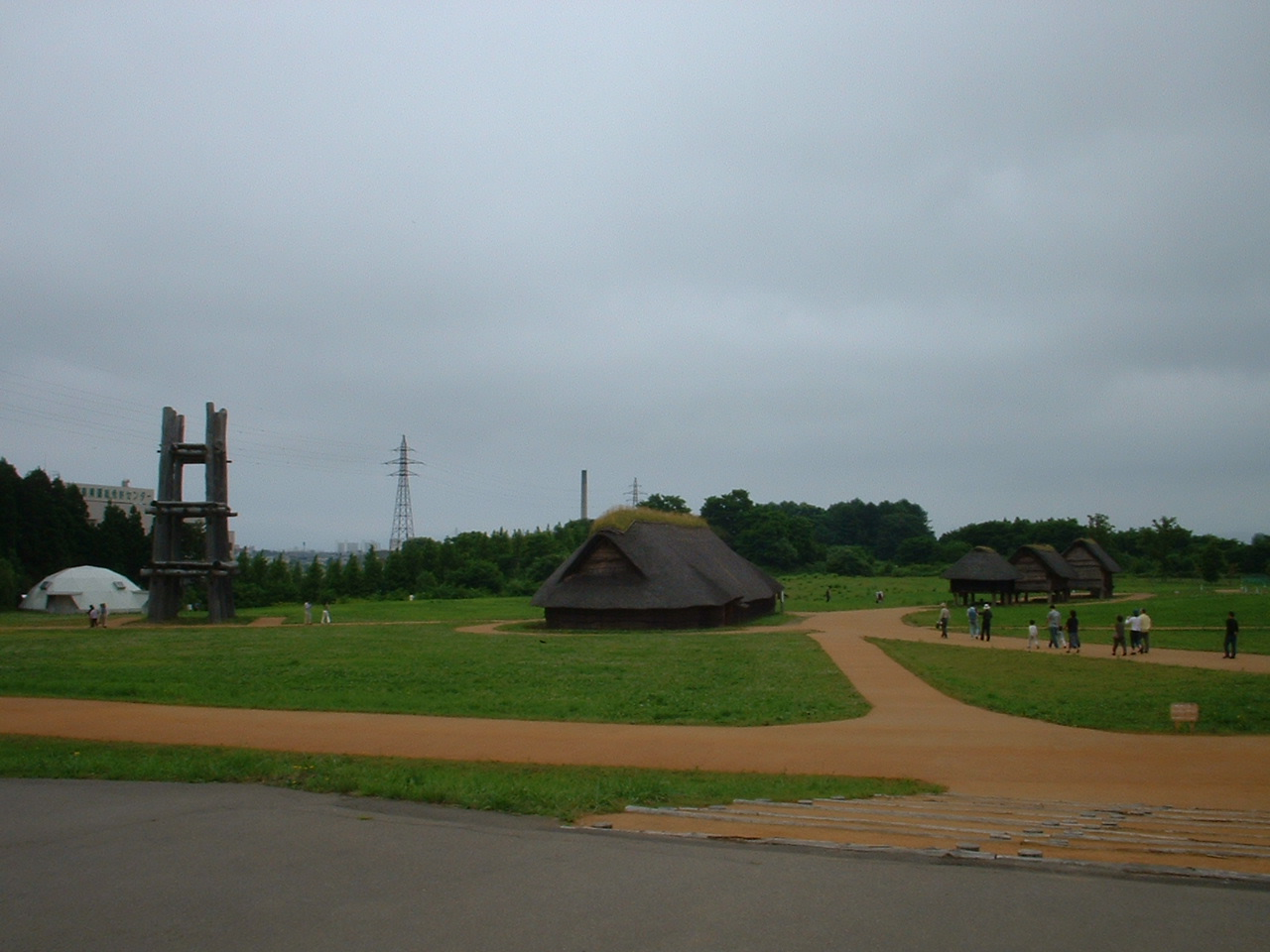
Sannai Maruyama, un site archéologique de la période Jōmon.
- Festival Nebuta d'Aomori.
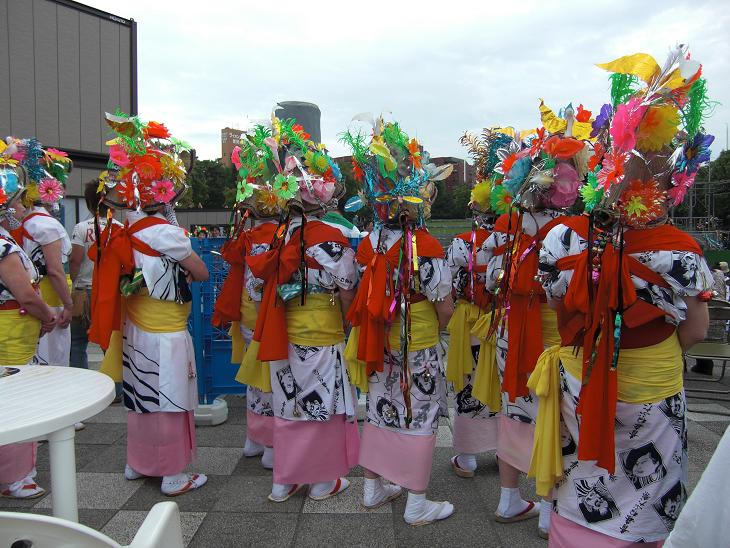
Des haneto : participants costumés au Nebuta matsuri.